# Clivodin, Cozmeni
Clivodin (în ucraineană Кліводин, transliterat: Klivodîn și în germană Kliwodyn) este un sat reședință de comună în raionul Cozmeni din regiunea Cernăuți (Ucraina). Are 1,704 locuitori, preponderent ucraineni (ruteni).
Satul este situat la o altitudine de 234 metri, pe malul pârâului Sovița, în partea de centru-est a raionului Cozmeni, la nord de orașul Cozmeni.

## Istorie
Localitatea Clivodin a făcut parte încă de la înființare din regiunea istorică Bucovina a Principatului Moldovei. Prima atestare documentară a localității datează din 26 august 1503. După anexarea Bucovinei de către Imperiul Habsburgic în anul 1775, localitatea Clivodin a făcut parte din Ducatul Bucovinei, guvernat de către austrieci, făcând parte din districtul Cozmeni (în germană Kotzmann). Din 1858, funcționa la Clivodin o școală cu 4 clase.
După Unirea Bucovinei cu România la 28 noiembrie 1918, satul Clivodin a făcut parte din componența României, în Plasa Șipenițului a județului Cernăuți. Pe atunci, majoritatea populației era formată din ucraineni, existând și o comunitate de români. În perioada interbelică, a funcționat aici un cămin cultural al Fundației Culturale Regale "Principele Carol" . 
Ca urmare a Pactului Ribbentrop-Molotov (1939), Bucovina de Nord a fost anexată de către URSS la 28 iunie 1940, reintrând în componența României în perioada 1941-1944. Apoi, Bucovina de Nord a fost reocupată de către URSS în anul 1944 și integrată în componența RSS Ucrainene. 
Începând din anul 1991, satul Clivodin face parte din raionul Cozmeni al regiunii Cernăuți din cadrul Ucrainei independente. Conform recensământului din 1989, numărul locuitorilor care s-au declarat români plus moldoveni era de 3 (0+3), reprezentând 0,17% din populația comunei . În prezent, satul are 1.704 locuitori, preponderent ucraineni.

## Demografie
Componența lingvistică a comunei Clivodin
     Ucraineană (99,35%)
     Alte limbi (0,65%)
Conform recensământului din 2001, majoritatea populației comunei Clivodin era vorbitoare de ucraineană (99,35%), existând în minoritate și vorbitori de alte limbi.
1989: 1.759 (recensământ)
2007: 1.704 (estimare)

### Recensământul din 1930
Componența etnică a comunei Clivodin (județul Cernăuți)
     Ruteni (97,25%)
     Evrei (2,29%)
     Altă etnie (0,46%)
Componența confesională a comunei Clivodin
     Ortodocși (97,05%)
     Mozaici (2,29%)
     Altă religie (0,66%)
Conform recensământului efectuat în 1930, populația comunei Clivodin se ridica la 2.002 locuitori. Majoritatea locuitorilor erau ruteni (97,25%), cu o minoritate de evrei (2,29%). Alte persoane s-au declarat: români (2 persoane), polonezi (2 persoane) și ruși (5 persoane). Din punct de vedere confesional, majoritatea locuitorilor erau ortodocși (97,05%), dar existau și mozaici (2,29%). Alte persoane au declarat: greco-catolici (7 persoane) și romano-catolici (6 persoane).